# 포트 녹스
포트 녹스(Fort Knox)는 미국 켄터키주 루이빌 남쪽에 위치한 미국 육군의 기지이다. 1940년부터 2005년까지 기갑학교가 포트 녹스에 60년 넘게 있어서 "Home of Cavalry and Armor→기병과 기갑의 집"으로도 알려져 있었으며, 현재 기갑학교는 포트 베닝으로 이전하였다.

## 역사

### 제2차 세계 대전
1940년 여름에 유럽에서 독일 국방군의 폴란드 침공으로 제2차 세계 대전이 발발하자, 미국 전쟁부는 유럽으로의 원정전에 대비하여 기갑군을 만들고 포트 녹스에 본부를 설립하였다. 같은 해 10월 기갑군학교 및 기갑군보충소가 설립되었다.
1941년 12월 7일, 일본 제국 해군의 진주만 공격을 받은 미국은 참전을 결정하였다.
1942년 기갑위원회와 전차승무원이 차내에서 겪는 환경적 문제를 해결하기 위한 기갑의료연구실험실(AMRL)가 설립되었다. 
1943년 4월 28일에 기갑군보충훈련소(AFRTC)가 기갑보충훈련소(ARTC)로 개명되었다.
제2차 세계 대전이 끝나면서, 미군의 개편에 따라 기갑센터가 1945년 10월에 해체되었다. 

### 냉전
1955년, 기갑센터와 기갑학교의 철자가 "-ed"가 빠진 Armor Center, Armor School로 바뀌었다.
1961년 기갑의료연구실험실과 환경방호연구부가 병참연구기술사령부(Quartermaster Research and Engineering Command)로 병합되었다.

### 냉전 이후
1990년, 걸프 전쟁가 발발하고 이라크로부터 쿠웨이트를 방어하기 위해 설계된 사막 방패 작전을 지원하기 위한 본토보충센터(CONUS Replacement Center)가 설치되었다.
1992년 육군모집사령부가 포트 녹스로 왔다.
2005년, 기갑센터 및 학교로 기갑센터와 기갑학교가 합쳐졌다. 얼마 지나지 않아 2005년 기지재배치폐쇄 위원회의 권고에 따라 기갑센터 및 학교는 포트 베닝으로 옮겨가 그 곳에 있는 보병센터 및 학교와 합쳐져 기동 CoE를 설립하였다.
2012년, 육군가입사령부가 해체되고, 포트 녹스의 선임장교는 사관후보생사령부 사령관이 맡게 되었다. 
2022년 9월 27일, 정보보안사령부 산하 방첩부대인 제902군사정보단이 육군방첩사령부(ACIC)로 대체되었다.

## 시설

### 금괴 보관소

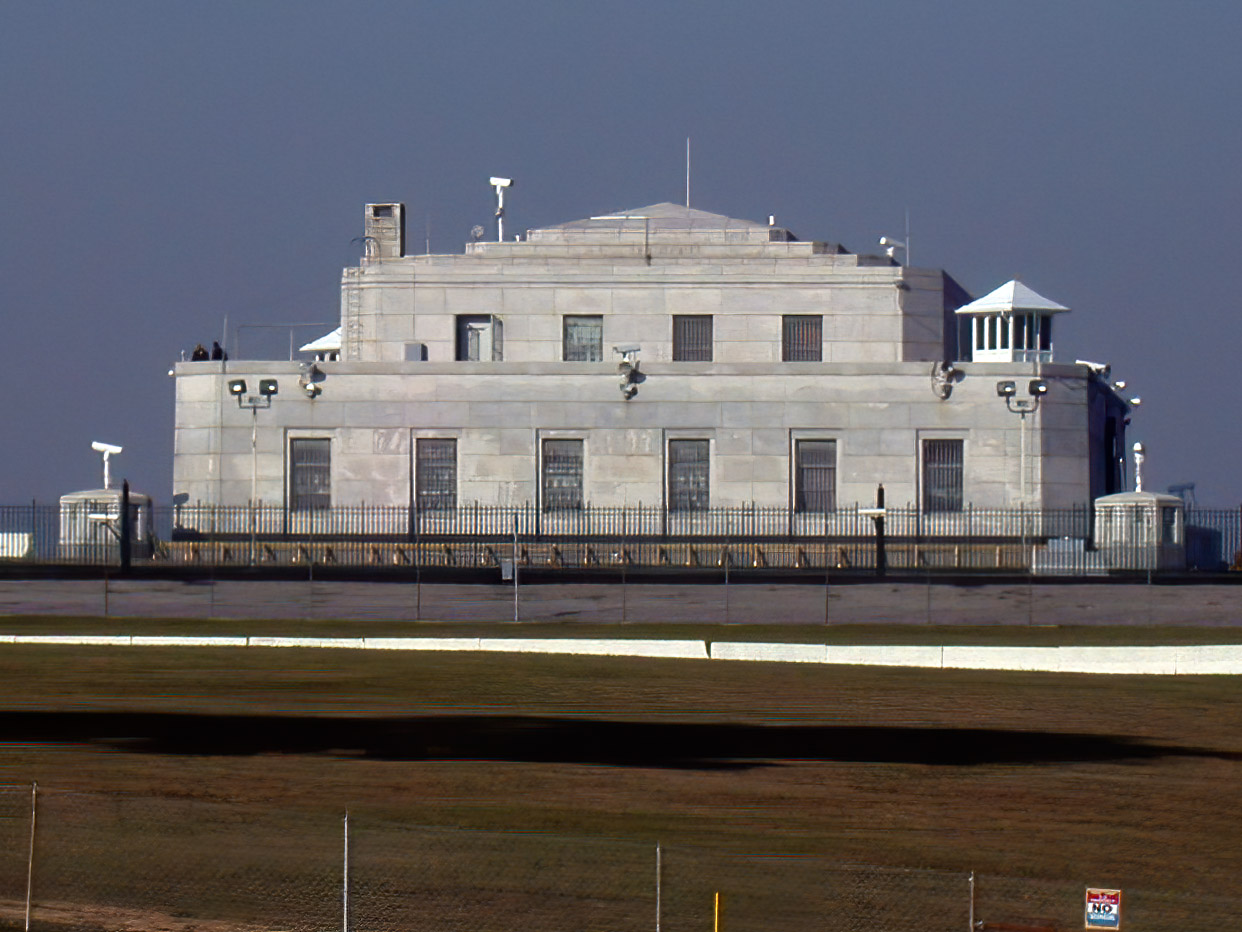
미국 금괴보관소의 모습 (2019년 7월 28일 촬영)

미국 금괴보관소(United States Bullion Depository)는 미국 연방 정부 소유의 금보유고의 상당량을 보관하고 있으며, 미국 재무부에서 운영한다.

### 학교

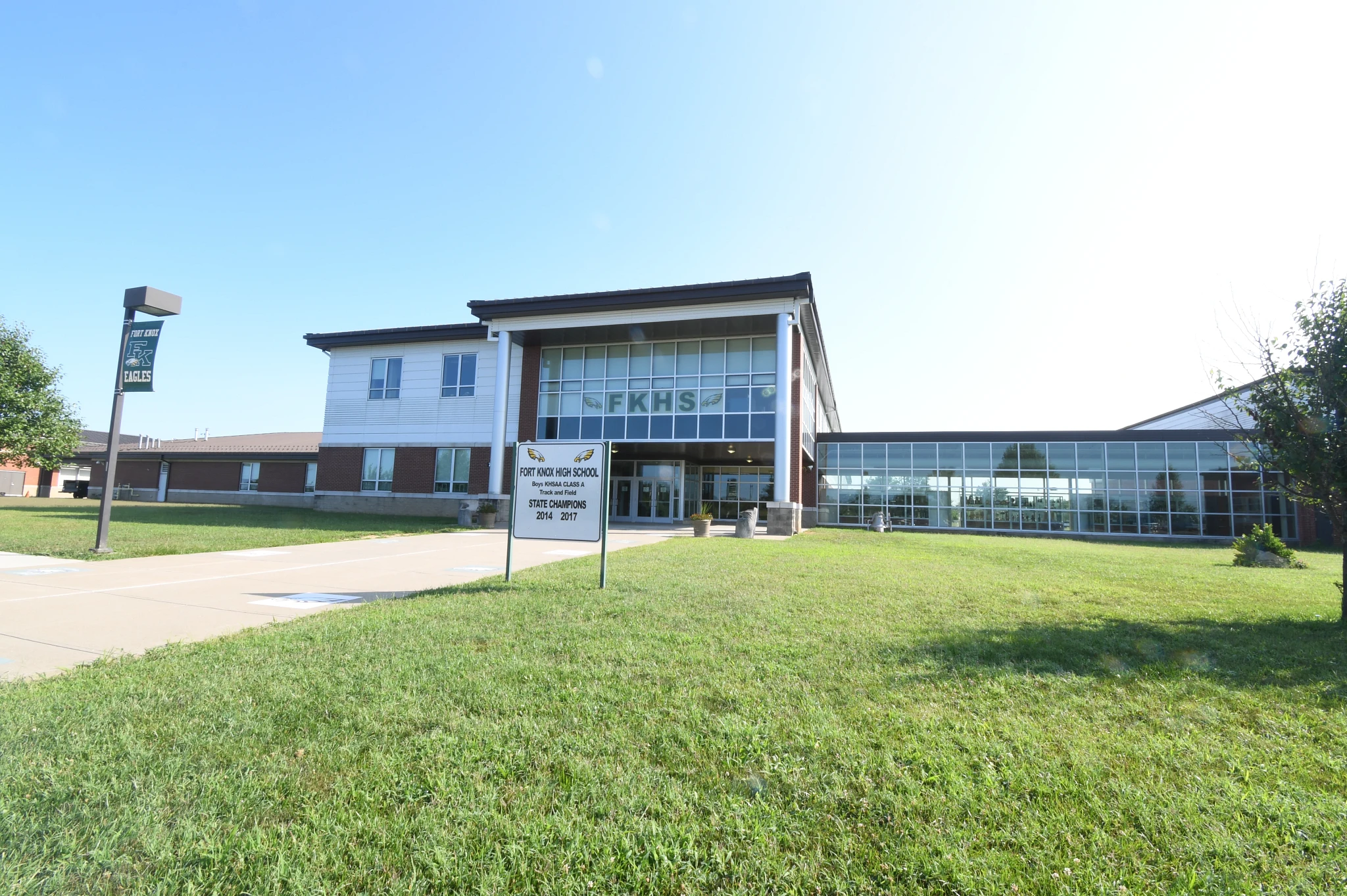
포트 녹스 중고등학교 본관 정문

포트 녹스에 설립된 국방부 교육처((DoDEA) 관할 교육시설은 다음과 같다:
- 킹솔버 초등학교(Kingsolver Elementary School) -  어린이집-유치원-1학년
- 반 부르히스 초등학교(Van Voorhis Elementary School) - 어린이집-유치원-5학년
- 스콧 중학교(Scott Intermediate School) - 6~8학년
- 포트 녹스 중고등학교(Fort Knox Middle High School) - 9~12학년

## 세입 조직

### 정부기관
- 국방군사급여청 포트 녹스 지부사무실(Fort Knox DMPO)
- 인적자원솔루션사업국 (Project Directorate HR Solutions)
- 국방소매국 포트 녹스 지점
- 민간인력고문원 (Civilian Personnel Advisory Center (CPAC))
- 의료시설
  - 아일랜드 육군지역병원(영어판) (MEDDAC)
  - 포트 녹스 치과 (DENTAC - Dental Clinic)
  - 수의 진료소

### 현재
- 제5군단, 본부
- 사관후보생사령부
- 미국 육군 모집사령부(U.S. Army Recruiting Command)
  - 홍보행사여단
- 인적자원사령부(USARHRC)
- 육군예비군항공사령부
- 제1전구지원사령부
- 제84훈련사령부
- 제1군 동부사단
  - 제4기병여단
- 제100훈련사단 (지도력 개발)
  - 미국 육군 예비군 제83준비훈련소
- 육군예비역직업단(ARCG)
- 제902군사정보단
- 제19공병대대
- 제34군사경찰분견대
- 제905군사경찰분견대
- 제100군악대
- 임무시설계약사령부 (MICC), 포트 녹스 계약부서
- 네트워크기획원(Network Enterprise Center (NEC))
- 육군물자사령부
  - 군수비축센터(Logistics Readiness Center (LRC))
  - 군수지원팀(Logistics Support Team (LST))
- 육군방첩사령부 제1동남지역 녹스 주거국
- 미국 육군 제3전투기상대대 OL-B

### 과거
- 제3원정지원사령부; 2015년, 노스캐롤라이나주 포트 리버티로 이사함.
- 제1기갑훈련여단 (간부); 2010년 해산함.
- 제1보병사단 3여단전투단; 2014년 해산함.
- 제194기갑여단; 2011년 포트 무어로 이사함.
- 제316기병여단; 2011년 포트 무어로 이사함.
- 제46총무대대 (AG); 2011년 해산함.
- 제113군악대; 2016년 해산함.
- 제95보병사단 (포트 실로 이사)
- 육군학교시스템훈련소 (TASS Training Center)

## 포트 녹스를 소재로 한 작품
- 007 골드핑거
- 다이하드 3
- 007 골드핑거
- 괴짜들의 병영 일지